# Église Sainte-Marie-des-Anges (Toulouse)
Pour les articles homonymes, voir Église Sainte-Marie-des-Anges, Église du Calvaire et Église des Récollets.
L'église Sainte-Marie-des-Anges, dite aussi du Calvaire et des Récollets est un lieu de culte catholique qui se situe sur le boulevard des Récollets à Toulouse en France.

## Histoire
Le couvent toulousain des Frères mineurs de l'Observance est fondé en 1481 par lettres patentes du roi Louis XI.
La chapelle conventuelle est construite entre 1482 et 1487, dans le style gothique méridional. Elle est agrandie dans la premier moitié du XVIe siècle par la construction de quatre chapelles sur le côté nord. En 1601, le couvent est attribué aux Frères mineurs Récollets.
Pendant la Révolution française, la congrégation ayant été supprimée et les religieux dispersés en 1790, le couvent devient bien national et, en 1794, le clocher est détruit. Finalement, en 1797, l'ancienne chapelle devient église paroissiale.
En 1841, les prêtres du Sacré-Cœur (ou prêtres du Calvaire), en prennent possession. Ils accomplissent plusieurs travaux : vers 1853, un nouveau clocher est construit, en 1860, la nef reçoit un décor peint par Justin Pibou, et en 1862, un nouveau porche est construit.
L'église est cependant désaffectée peu après 1906, à la suite de la loi sur les congrégations religieuses. Après la Première Guerre mondiale, l'église devient la propriété de l'Office d'habitations à bon marché qui la transforme en cinéma, puis en gymnase, jusqu'à ce que le culte y soit rétabli en 1947.

## Protection
En 1956, l'édifice est inscrit à l'inventaire supplémentaire des monuments historiques.